# Gustave Moreau
Gustave Moreau (Parigi, 6 aprile 1826 – Parigi, 18 aprile 1898) è stato un pittore francese.

## Biografia

### Formazione

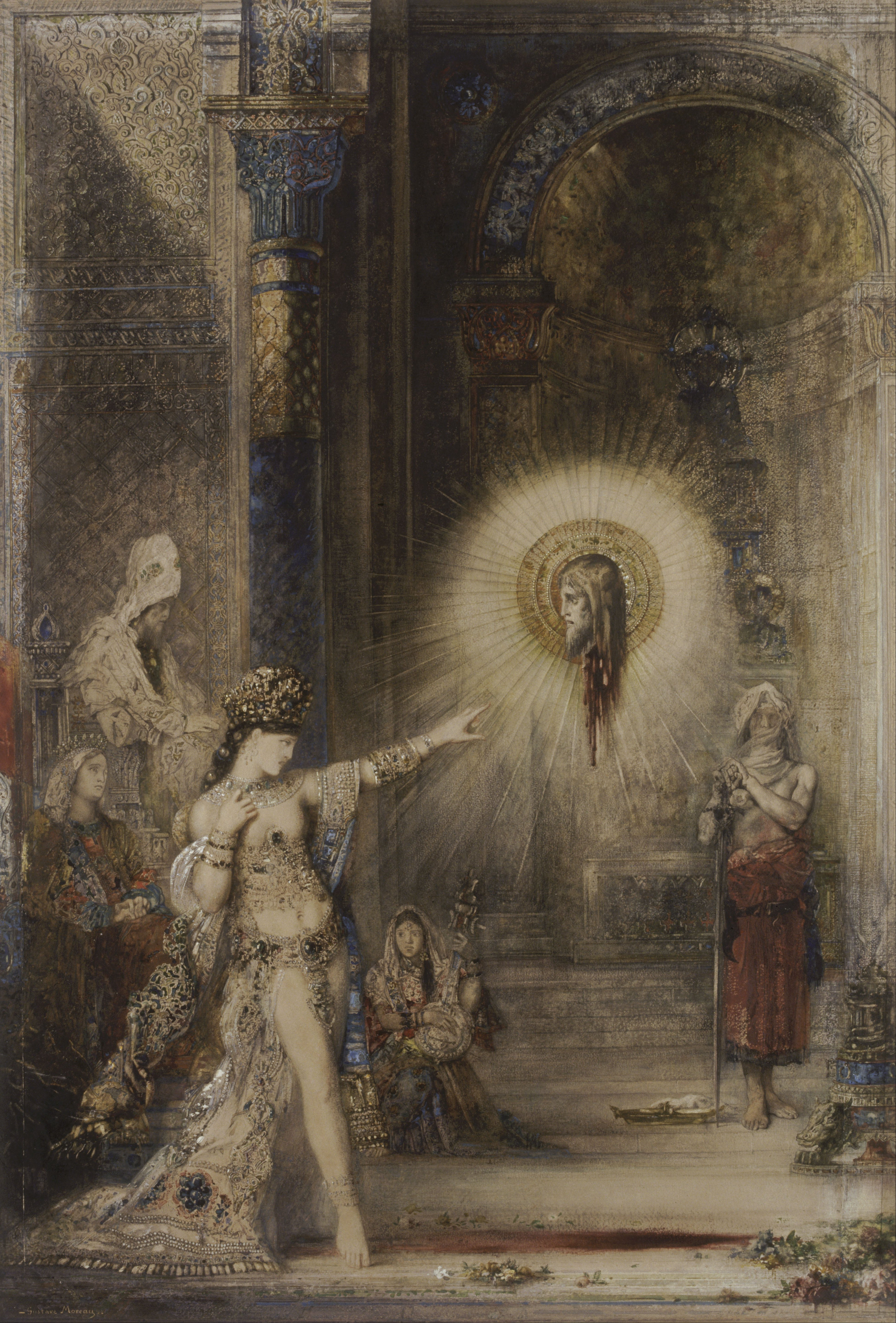
Gustave Moreau, L'apparizione (1876 circa); acquerello, 106×72 cm, Musée d'Orsay, Parigi

Gustave Moreau nacque il 6 aprile 1826 a Parigi da Louis Moreau e Pauline Desmontiers. Il primo, architetto di influenze neoclassiche, possedeva un'ampia biblioteca costituita da opere di gran pregio, dove il giovane Gustave esplorò i capolavori della letteratura occidentale (tra i quali Ovidio e Dante Alighieri), i grandi trattati dell'architettura (Vitruvio e Leon Battista Alberti) e i trattati pittorici di Leonardo da Vinci e Winckelmann. La madre, devota al suo unico figlio, gli trasmise invece la passione per la musica.

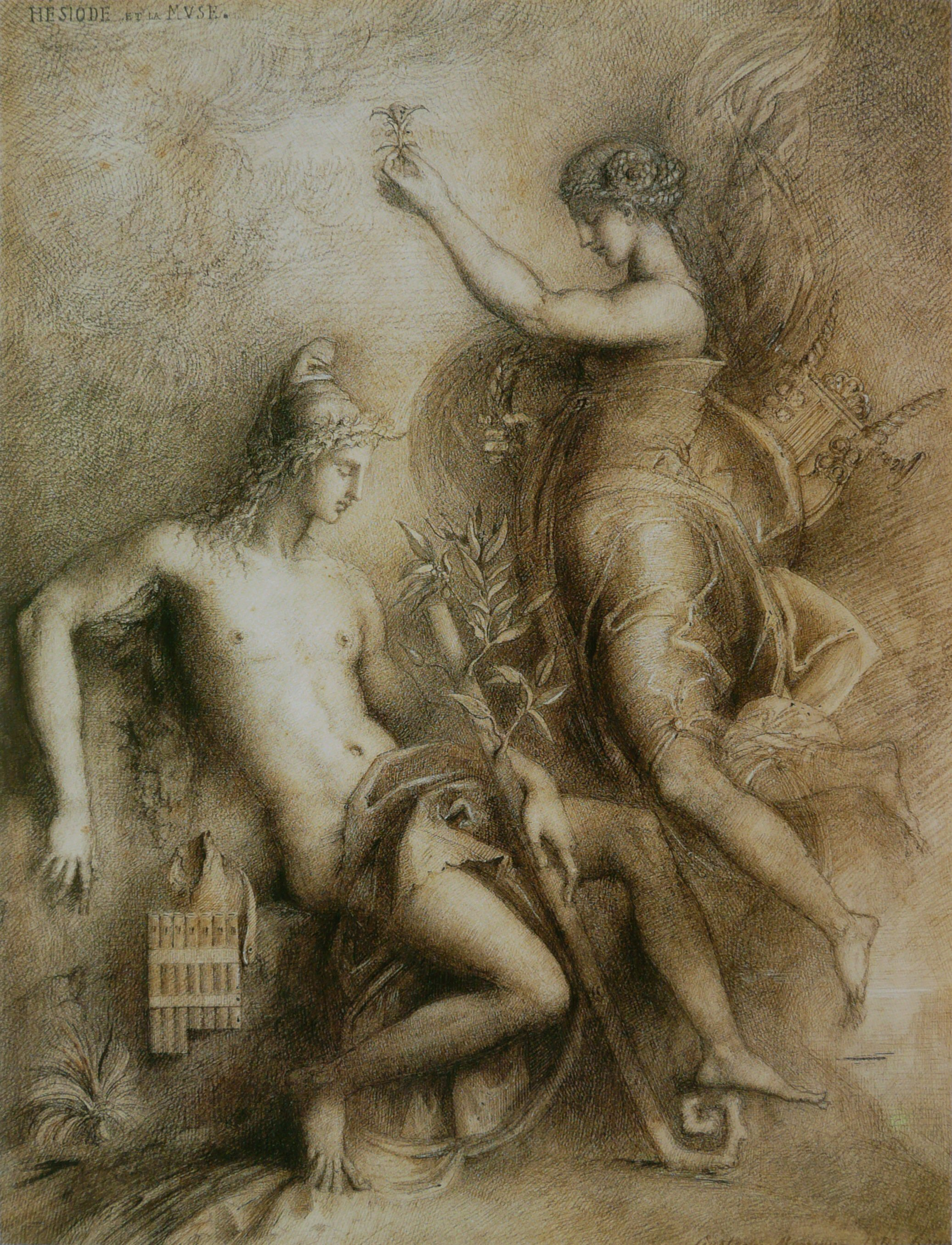
Gustave Moreau, Esiodo e la musa, 1896, penna, inchiostro marrone, matita nera, lumeggiature bianche, 42 x 33 cm. Fogg Art Museum, Harvard University, Cambridge

Dopo essersi avviato negli studi superiori con scarsi risultati nel Collegio Rollin, ottenne nel 1844 il baccalaureato privatamente. Vari studiosi intravedono già nell'adolescenza di Gustave i segni di una personalità schiva e restia alle interazioni sociali, manifestando i primi sentori di un carattere fragile e ombroso che sfocerà poi nella sua produzione pittorica. Era infatti già emersa la passione per il disegno, sviluppata poi nella bottega di François Picot. Quest'ultimo lo introdusse alla pittura storica e soprattutto italiana, spingendolo a eseguire minuziose copie degli artisti cisalpini esposti al Museo del Louvre. Ammesso nel 1846 alla Scuola delle Belle Arti, non riuscì mai a conseguire il Grand Prix de Rome, cosa che lo portò nel 1849 ad abbandonare l'istituto rifiutando per sempre la canonica e convenzionale arte accademica.
Si appassionò dunque alle opere di Théodore Chassériau, artista dotato nel disegno e a sua volta seguace dei due grandi artisti romantici francesi, Ingres e Delacroix; proprio quest'ultimo segnò un'altra tappa nella bildung artistica di Moreau, ispirandogli le opere realizzate dal 1850 fino al viaggio in Italia. La maturazione artistica, poetica e personale dell'artista non era tuttavia ancora giunta a compimento. Moreau visse una gioventù degna di un ricco erede, partecipando ed esibendosi canoramente nei salotti parigini, assistendo alle esibizioni ippiche tanto apprezzate dell'élite del tempo, ma sottraendosi alle luci della ribalta e a quella necessità di anticonformismo rispetto alla plebe tipica del dandismo di Baudelaire, Byron o Poe.
Per completare la propria maturazione artistica Moreau intraprese dunque nel 1857 il proprio grand tour, recandosi in Italia, ricopiando opere in tutta Roma, visitando Firenze e poi Venezia, dove rimase affascinato dai dipinti di Vittore Carpaccio dai quali poi trarrà spunto per le proprie Chimere. In questo viaggio strinse una solida amicizia con Edgar Degas e Pierre Puvis de Chavannes.

### Successo

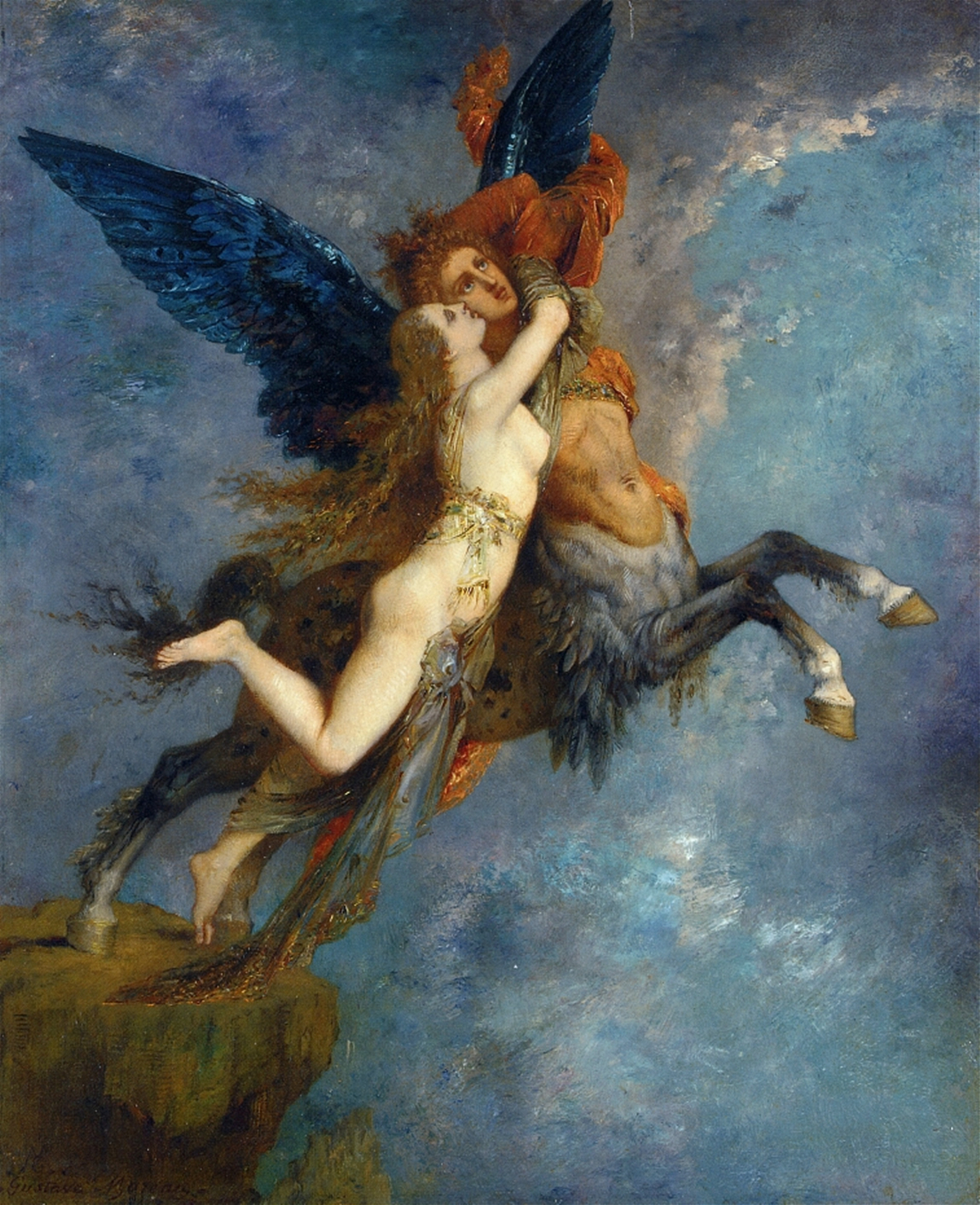
Gustave Moreau, La chimera (1867); olio su pannello, 27.3×33 cm, collezione privata

Rientrato a Parigi il successo non tardò ad arrivare. Nel Salon del 1864 espose Edipo e la Sfinge, opera che riscosse riscontri positivi nella critica, per poi consacrarsi negli anni successivi perfezionando il proprio stile. Il segno si fa così più netto e preciso ed il colore inizia a risplendere in bagliori di smalto mentre il chiaroscuro sfuma in ombre dorate: vengono riprese così le teorie coloristiche di Delacroix e gli studi chimici di Michel Eugène Chevreul. Nel 1870 iniziò a produrre una serie di quadri rappresentati Salomè, la principessa giudaica che incantò il re Erode con il proprio danzare, culminanti ne L'apparizione. Con tali opere Moreau si guadagnò l'appellativo di «pittore delle Salomè».
Da questo momento le sue composizioni si fanno sempre più complesse, inglobando elementi eterogenei per creare un clima mistico e allo stesso tempo sensuale. Il mito e la storia si fondono in modo suggestivo, in cui il naturalismo quasi scientifico del dettaglio appare marginale rispetto alla stupefacente fantasia dell'insieme. Esempi di queste trasfigurazioni fantastiche sono le illustrazioni per le favole di Jean de La Fontaine (eseguite tra il 1881 e il 1885) e grandi dipinti come le Chimere (definite dallo stesso autore un decamerone satanico) o Giove e Semele, quadro dal gusto esotico e dai colori vivaci. Lo scrittore Joris-Karl Huysmans, nel romanzo Controcorrente (1884), descrive alcune sue opere come parte della raffinata collezione del protagonista Des Esseintes, favorendo il successo di Moreau anche fuori dalla Francia.
A partire dal 1886 Moreau si dedicò con assiduità agli schizzi ad olio e agli acquerelli, in cui risaltano, ora espresse con grande libertà stilistica, le sue già notevoli qualità di colorista, ormai libero da vincoli formali e compositivi, dando ora maggior sfogo alla sua fantasia. Nel 1892 fu invece nominato professore all'Accademia di belle arti di Parigi: il pittore si dedicò con molta soddisfazione alla didattica e seppe tenere viva una vera e propria religione tra lui e i suoi allievi, dei quali molti saranno futuri esponenti del movimento dei fauves (speciale menzione meritano in particolare Henri Matisse, Pierre-Albert Marquet e Georges Rouault).
Moreau morì infine a Parigi il 18 aprile 1898: le sue spoglie riposano nel cimitero di Montmartre, che diventerà poi il tradizionale cimitero degli artisti parigini. La maggior parte delle sue opere (1100 quadri, perlopiù incompiuti, e settemila disegni) sono conservate in quella che fu la sua dimora parigina ed è, dal gennaio del 1903, il Museo Gustave Moreau.

## Stile e contenuti
Il pittore realista Gustave Courbet diceva «Dipingere gli angeli! Chi ha mai visto angeli!». Moreau, al contrario, affermava «Credo solo a ciò che non vedo e unicamente a ciò che sento». 

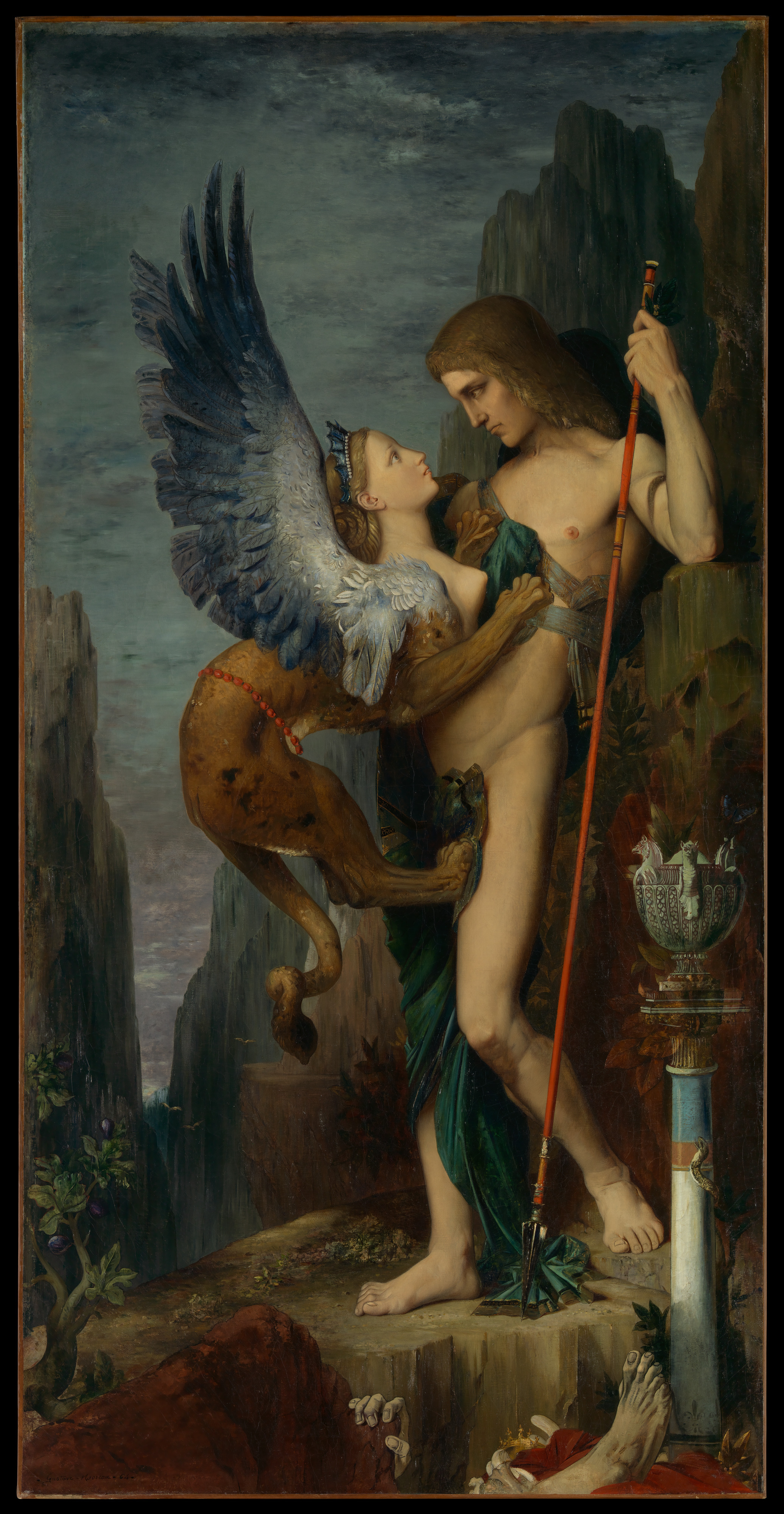
Gustave Moreau, Edipo e la sfinge (1864); olio su tela, 206×105 cm, Metropolitan Museum of Art, New York

Moreau è interessato più a rendere un'idea per mezzo dell'immagine che a visualizzare un'immagine fine a sé stessa; in questo la sua pittura anticipa l'immaginazione degli artisti legati al Simbolismo, che vedranno in lui un precursore del loro movimento. I simbolisti rappresentano un ramo della cultura decadente formatasi in quella frangia di intellettuali contrari alla superficialità ed al materialismo imposti dalla cultura e dalla mentalità della classe dominante della seconda metà dell'Ottocento, la borghesia. Il decadente, e in particolare il simbolista, abbandona il culto materiale per dedicarsi allo spirito ed agli aspetti più profondi dell'animo umano, rigettando la volgarità delle masse. I dipinti di Moreau appaiono come un insieme di eruditi simboli, i quali rendono ardua l'interpretazione del quadro, permettendo d'altro canto al fruitore di parteciparne.

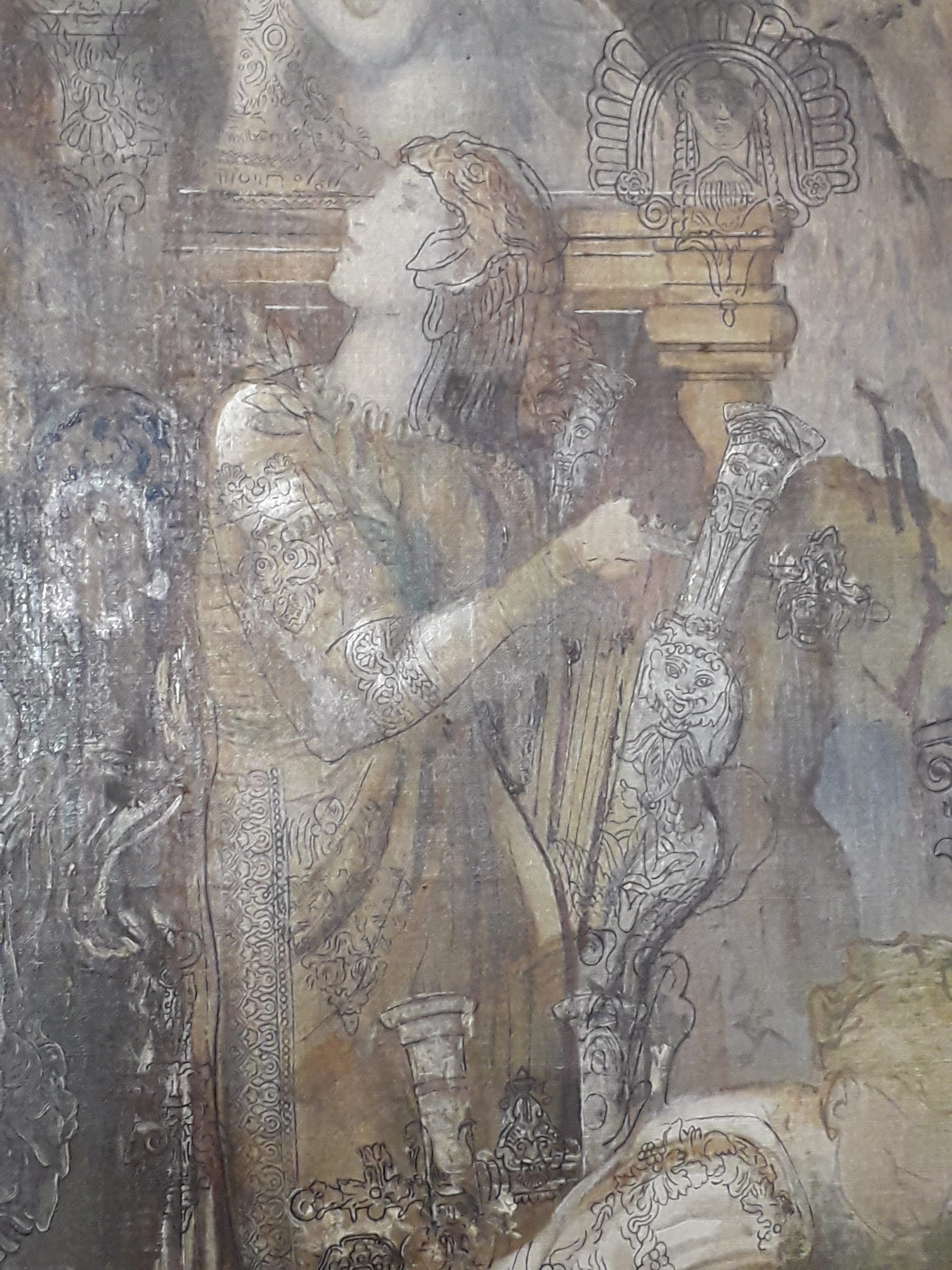
Gustave Moreau, Le Muse lasciano il padre Apollo per andare a illuminare il mondo, 1868, olio su tela, 152 × 292 cm. Dettaglio. Museo Gustave Moreau, Parigi, Francia

Il termine simbolo deriva dal verbo greco symballo, che significa letteralmente «mettere insieme»: nell'antica Grecia, per siglare un accordo o per consolidare un'alleanza, i due contraenti del patto dividevano a metà un pezzo di terracotta, tenendone la propria parte come memoria fisica dell'accordo. L'osservatore dell'opera simbolista contrae dunque un patto con l'artista: una parte dell'opera è definita dai simboli inseriti dall'autore (sta all'erudito coglierli), una parte è lasciata all'interpretazione personale. Requisito minimo per comprendere il messaggio di Moreau è la conoscenza del mito: esso svela l'indicibile e l'inesprimibile, oltrepassando le differenze religiose e fornendo un messaggio universale. Ciò permette a Moreau di scandagliare l'animo umano, la sua spiritualità e i suoi coni d'ombra più segreti e laceranti: sono proprio questi i temi principali della produzione dell'artista.
Particolare attenzione merita inoltre la concezione della donna. Moreau fu colpito nella sua vita da due principali figure femminili: innanzitutto la madre, modello della donna angelica, portatrice di un amore puro e positivo. L'altro paradigma femminile è quello di Salomè, incarnante la donna che tramite la sensualità porta l'uomo alla perdizione (concezione probabilmente derivata da un amore tormentato e spesso non corrisposto). Da un punto di vista puramente tecnico infine Moreau risultava molto meticoloso e perfezionista (ne sono una prova le migliaia di schizzi conservati nel museo che gli è stato tributato). Produceva schizzi a matita (anche dal vero), terminando poi le opere con colori ad olio. Sotto il punto di vista cromatico le opere di Moreau presentano colori vivi e forti, in linea con le teorie di Chevreul e ricordando lo stile di Delacroix.
Particolarmente affascinante è anche il sincretismo presente nelle tele di Moreau: egli attinse indistintamente dalla cultura cristiana e biblica, dal mito classico, dalla pittura occidentale storica, ma anche dall'architettura e dall'arte di matrice orientale. Assai significativa, in tal senso, è stata l'influenza esercitata sulla sua arte dal Preraffaellismo: «le sue opere più notevoli» osserva l'Enciclopedia Treccani «sono per diversi aspetti affini a quelle dei preraffaelliti inglesi, ma nascono per lo più da un'ispirazione pagana e sono piene di sottile sensualità».
Nel corso della sua vita Moreau ripeté più volte i temi dei suoi dipinti, spesso in maniera quasi ossessiva: talvolta riproponeva un dipinto con variazioni più o meno significative molto tempo dopo la prima stesura, altre volte invece lasciava alcune opere momentaneamente incomplete per terminarle a distanza di anni. La sua opera, importante per l'estetica del decadentismo e del simbolismo, ha svolto una notevole funzione ispiratrice nei confronti del surrealismo, riconosciuta esplicitamente da molti esponenti di quel movimento, tra cui André Breton, Salvador Dalí e Max Ernst.

## Opere

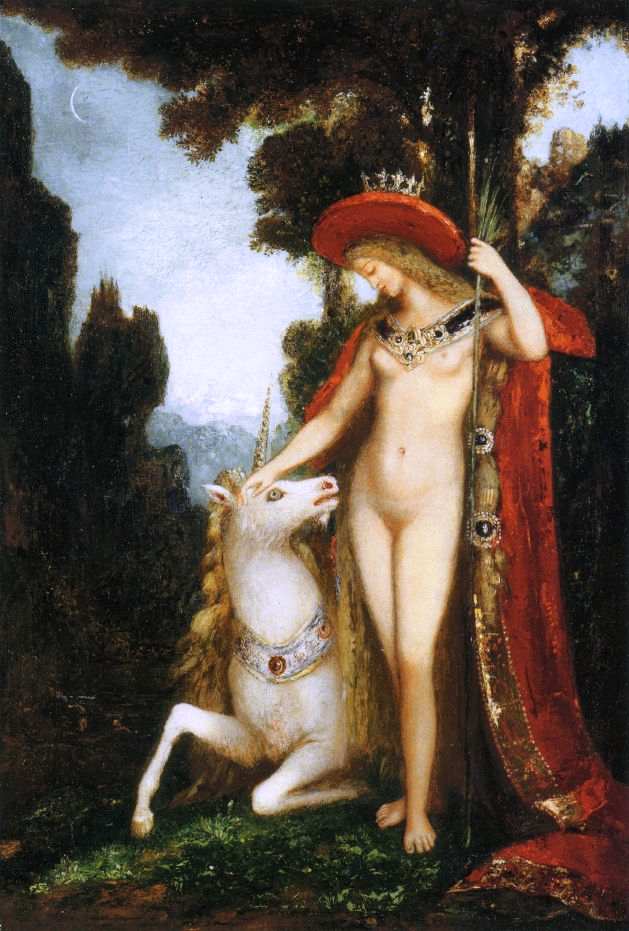
Gustave Moreau, L'unicorno (1885)

Di seguito si riportano le opere più significative di Gustave Moreau:
- Autoritratto all'età di ventiquattro anni (1850)
- Amleto (1850);
- Il Cantico dei cantici (o La sulamita 1853);
- Due moderne amazzoni (1852 circa);
- Tepidarium (1853);
- Cavaliere scozzese (1852-1854);
- Fantino che si presenta alla partenza (1854 circa);
- Gli ateniesi abbandonati al Minotauro nel labirinto di Creta (1854);
- Gli ateniesi abbandonati al Minotauro nel labirinto di Creta (1855);
- Ritratto di Théodore Chassériau (1856 circa);
- L'accademia di Francia vista dalla Villa Borghese (1858);
- Studio di adolescente (1858);
- Ritratto di Edgar Degas (1859);
- Tirteo (1860);
- Edipo e la Sfinge (1864);
- Giasone e Medea (1865);
- Orfeo (o Ragazza tracia con la testa di Orfeo) (1865);
- Il ragazzo e la Morte (1865 circa);
- Giove ed Europa (1868);
- Prometeo (1868);
- Le muse lasciano il loro padre Apollo, per andare a illuminare il mondo (1868);
- San Giorgio (1869);
- Afrodite (1870);
- Autoritratto (1870 circa);
- Salomè danza davanti a Erode (1876);
- L'apparizione (1876);
- Eracle e l'Idra di Lerna (1876);
- Salomè danza davanti a Erode (o Salomè tatuata) (1876);
- Salomè con la testa di Battista (o Salomè nel giardino) (1878);
- Mosè esposto sul Nilo (1878);
- La caduta di Fetonte (1878);
- Galatea (1880);
- Elena alla porta Scea (1880 circa);
- Santa Cecilia (1880 circa);
- Il leone innamorato (1881);
- Il pavone che si lagna con Giunone (1881 circa);
- Sansone e Dalila (1882);
- Tirteo (1860-1882);
- Le figlio di Tespio (1853-1883);
- Le chimere (1884);
- Il liocorno (1885 circa);
- I liocorni (1885 circa);
- La vita dell'umanità (1879-1886);
- San Giorgio e il drago (1889);
- Salomè (1890 circa);
- Fiore mistico (1890 circa);
- Poeta persiano (1890 circa);
- La Parca e l'angelo della Morte (1890);
- Abbozzo astratto (1890 circa);
- Orfeo sulla tomba di Euridice (1890-1891);
- Giasone ed Eros (1890-1891);
- Trionfo di Alessandro Magno (1885-1892 circa);
- Giove e Semele (1895);
- Gli argonauti (1891-1897);
- Le lire morte (1897);
- I pretendenti (1852-1898).